# Aepeomys reigi
Aepeomys reigi is een zoogdier uit de familie van de Cricetidae. De wetenschappelijke naam van de soort werd voor het eerst geldig gepubliceerd door Ochoa G., Aguilera, Pacheco & Soriano in 2001.